# Structure pyramidale du football au Mexique
La structure pyramidale du football au Mexique désigne le système de classement officiel des ligues et divisions du football mexicain. Le nombre exact de clubs professionnels représentés varie chaque année mais on peut l'estimer à 300 clubs. Un club peut disposer d'une ou plusieurs équipes réserves appelées filiales et portant des noms parfois différents de l'équipe fanion.

## Structure des championnats masculins
| Niveau                          | Championnat | Championnat | Championnat | Championnat | Championnat | Championnat | Championnat | Championnat | Championnat | Championnat | Championnat | Championnat | Championnat | Championnat |
| ------------------------------- | --- | --- | --- | --- | --- | --- | --- | --- | --- | --- | --- | --- | --- | --- |
| 1                               | Primera División 18 clubs Statut professionnel | Primera División 18 clubs Statut professionnel | Primera División 18 clubs Statut professionnel | Primera División 18 clubs Statut professionnel | Primera División 18 clubs Statut professionnel | Primera División 18 clubs Statut professionnel | Primera División 18 clubs Statut professionnel | Primera División 18 clubs Statut professionnel | Primera División 18 clubs Statut professionnel | Primera División 18 clubs Statut professionnel | Primera División 18 clubs Statut professionnel | Primera División 18 clubs Statut professionnel | Primera División 18 clubs Statut professionnel | Primera División 18 clubs Statut professionnel |
| 2                               | Liga de Expansión MX 14 clubs Statut professionnel | Liga de Expansión MX 14 clubs Statut professionnel | Liga de Expansión MX 14 clubs Statut professionnel | Liga de Expansión MX 14 clubs Statut professionnel | Liga de Expansión MX 14 clubs Statut professionnel | Liga de Expansión MX 14 clubs Statut professionnel | Liga de Expansión MX 14 clubs Statut professionnel | Liga de Expansión MX 14 clubs Statut professionnel | Liga de Expansión MX 14 clubs Statut professionnel | Liga de Expansión MX 14 clubs Statut professionnel | Liga de Expansión MX 14 clubs Statut professionnel | Liga de Expansión MX 14 clubs Statut professionnel | Liga de Expansión MX 14 clubs Statut professionnel | Liga de Expansión MX 14 clubs Statut professionnel |
| 3                               | Liga Premier (Serie A) 36 clubs dans 3 groupes Statut professionnel | Liga Premier (Serie A) 36 clubs dans 3 groupes Statut professionnel | Liga Premier (Serie A) 36 clubs dans 3 groupes Statut professionnel | Liga Premier (Serie A) 36 clubs dans 3 groupes Statut professionnel | Liga Premier (Serie A) 36 clubs dans 3 groupes Statut professionnel | Liga Premier (Serie A) 36 clubs dans 3 groupes Statut professionnel | Liga Premier (Serie A) 36 clubs dans 3 groupes Statut professionnel | Liga Premier (Serie B) 16 clubs Statut professionnel | Liga Premier (Serie B) 16 clubs Statut professionnel | Liga Premier (Serie B) 16 clubs Statut professionnel | Liga Premier (Serie B) 16 clubs Statut professionnel | Liga Premier (Serie B) 16 clubs Statut professionnel | Liga Premier (Serie B) 16 clubs Statut professionnel | Liga Premier (Serie B) 16 clubs Statut professionnel |
| 4                               | Tercera División 17 groupes | Tercera División 17 groupes | Tercera División 17 groupes | Tercera División 17 groupes | Tercera División 17 groupes | Tercera División 17 groupes | Tercera División 17 groupes | Tercera División 17 groupes | Tercera División 17 groupes | Tercera División 17 groupes | Tercera División 17 groupes | Tercera División 17 groupes | Tercera División 17 groupes | Tercera División 17 groupes |
| 5                               | 33 Ligas Statut amateur \| Liga de Aguascalientes \| Liga Guanajuatense \| Liga de Quintana Roo \| \| Liga de Basse-Californie \| Liga de Guerrero \| Liga de San Luis Potosí \| \| Liga de Basse-Californie-du-Sud \| Liga Hidalguense \| Liga de Sinaloa \| \| Liga de Campeche \| Liga de Jalisco \| Liga de Sonora \| \| Liga de Chiapas \| Liga de Michoacán \| Liga de Tabasco \| \| Liga Chihuahuense \| Liga de Morelos \| Liga de Tamaulipas \| \| Liga de Coahuila \| Liga de Nayarit \| Liga de Tlaxcala \| \| Liga de Colima \| Liga de Nuevo León \| Liga de Veracruz \| \| Liga del Distrito Federal \| Liga Oaxaqueña \| Liga de Yucatán \| \| Liga de Durango \| Liga Poblana \| Liga de Zacatecana \| \| Liga de l'état de Mexico \| Liga de Querétaro \| Liga de la UNAM \| | 33 Ligas Statut amateur \| Liga de Aguascalientes \| Liga Guanajuatense \| Liga de Quintana Roo \| \| Liga de Basse-Californie \| Liga de Guerrero \| Liga de San Luis Potosí \| \| Liga de Basse-Californie-du-Sud \| Liga Hidalguense \| Liga de Sinaloa \| \| Liga de Campeche \| Liga de Jalisco \| Liga de Sonora \| \| Liga de Chiapas \| Liga de Michoacán \| Liga de Tabasco \| \| Liga Chihuahuense \| Liga de Morelos \| Liga de Tamaulipas \| \| Liga de Coahuila \| Liga de Nayarit \| Liga de Tlaxcala \| \| Liga de Colima \| Liga de Nuevo León \| Liga de Veracruz \| \| Liga del Distrito Federal \| Liga Oaxaqueña \| Liga de Yucatán \| \| Liga de Durango \| Liga Poblana \| Liga de Zacatecana \| \| Liga de l'état de Mexico \| Liga de Querétaro \| Liga de la UNAM \| | 33 Ligas Statut amateur \| Liga de Aguascalientes \| Liga Guanajuatense \| Liga de Quintana Roo \| \| Liga de Basse-Californie \| Liga de Guerrero \| Liga de San Luis Potosí \| \| Liga de Basse-Californie-du-Sud \| Liga Hidalguense \| Liga de Sinaloa \| \| Liga de Campeche \| Liga de Jalisco \| Liga de Sonora \| \| Liga de Chiapas \| Liga de Michoacán \| Liga de Tabasco \| \| Liga Chihuahuense \| Liga de Morelos \| Liga de Tamaulipas \| \| Liga de Coahuila \| Liga de Nayarit \| Liga de Tlaxcala \| \| Liga de Colima \| Liga de Nuevo León \| Liga de Veracruz \| \| Liga del Distrito Federal \| Liga Oaxaqueña \| Liga de Yucatán \| \| Liga de Durango \| Liga Poblana \| Liga de Zacatecana \| \| Liga de l'état de Mexico \| Liga de Querétaro \| Liga de la UNAM \| | 33 Ligas Statut amateur \| Liga de Aguascalientes \| Liga Guanajuatense \| Liga de Quintana Roo \| \| Liga de Basse-Californie \| Liga de Guerrero \| Liga de San Luis Potosí \| \| Liga de Basse-Californie-du-Sud \| Liga Hidalguense \| Liga de Sinaloa \| \| Liga de Campeche \| Liga de Jalisco \| Liga de Sonora \| \| Liga de Chiapas \| Liga de Michoacán \| Liga de Tabasco \| \| Liga Chihuahuense \| Liga de Morelos \| Liga de Tamaulipas \| \| Liga de Coahuila \| Liga de Nayarit \| Liga de Tlaxcala \| \| Liga de Colima \| Liga de Nuevo León \| Liga de Veracruz \| \| Liga del Distrito Federal \| Liga Oaxaqueña \| Liga de Yucatán \| \| Liga de Durango \| Liga Poblana \| Liga de Zacatecana \| \| Liga de l'état de Mexico \| Liga de Querétaro \| Liga de la UNAM \| | 33 Ligas Statut amateur \| Liga de Aguascalientes \| Liga Guanajuatense \| Liga de Quintana Roo \| \| Liga de Basse-Californie \| Liga de Guerrero \| Liga de San Luis Potosí \| \| Liga de Basse-Californie-du-Sud \| Liga Hidalguense \| Liga de Sinaloa \| \| Liga de Campeche \| Liga de Jalisco \| Liga de Sonora \| \| Liga de Chiapas \| Liga de Michoacán \| Liga de Tabasco \| \| Liga Chihuahuense \| Liga de Morelos \| Liga de Tamaulipas \| \| Liga de Coahuila \| Liga de Nayarit \| Liga de Tlaxcala \| \| Liga de Colima \| Liga de Nuevo León \| Liga de Veracruz \| \| Liga del Distrito Federal \| Liga Oaxaqueña \| Liga de Yucatán \| \| Liga de Durango \| Liga Poblana \| Liga de Zacatecana \| \| Liga de l'état de Mexico \| Liga de Querétaro \| Liga de la UNAM \| | 33 Ligas Statut amateur \| Liga de Aguascalientes \| Liga Guanajuatense \| Liga de Quintana Roo \| \| Liga de Basse-Californie \| Liga de Guerrero \| Liga de San Luis Potosí \| \| Liga de Basse-Californie-du-Sud \| Liga Hidalguense \| Liga de Sinaloa \| \| Liga de Campeche \| Liga de Jalisco \| Liga de Sonora \| \| Liga de Chiapas \| Liga de Michoacán \| Liga de Tabasco \| \| Liga Chihuahuense \| Liga de Morelos \| Liga de Tamaulipas \| \| Liga de Coahuila \| Liga de Nayarit \| Liga de Tlaxcala \| \| Liga de Colima \| Liga de Nuevo León \| Liga de Veracruz \| \| Liga del Distrito Federal \| Liga Oaxaqueña \| Liga de Yucatán \| \| Liga de Durango \| Liga Poblana \| Liga de Zacatecana \| \| Liga de l'état de Mexico \| Liga de Querétaro \| Liga de la UNAM \| | 33 Ligas Statut amateur \| Liga de Aguascalientes \| Liga Guanajuatense \| Liga de Quintana Roo \| \| Liga de Basse-Californie \| Liga de Guerrero \| Liga de San Luis Potosí \| \| Liga de Basse-Californie-du-Sud \| Liga Hidalguense \| Liga de Sinaloa \| \| Liga de Campeche \| Liga de Jalisco \| Liga de Sonora \| \| Liga de Chiapas \| Liga de Michoacán \| Liga de Tabasco \| \| Liga Chihuahuense \| Liga de Morelos \| Liga de Tamaulipas \| \| Liga de Coahuila \| Liga de Nayarit \| Liga de Tlaxcala \| \| Liga de Colima \| Liga de Nuevo León \| Liga de Veracruz \| \| Liga del Distrito Federal \| Liga Oaxaqueña \| Liga de Yucatán \| \| Liga de Durango \| Liga Poblana \| Liga de Zacatecana \| \| Liga de l'état de Mexico \| Liga de Querétaro \| Liga de la UNAM \| | 33 Ligas Statut amateur \| Liga de Aguascalientes \| Liga Guanajuatense \| Liga de Quintana Roo \| \| Liga de Basse-Californie \| Liga de Guerrero \| Liga de San Luis Potosí \| \| Liga de Basse-Californie-du-Sud \| Liga Hidalguense \| Liga de Sinaloa \| \| Liga de Campeche \| Liga de Jalisco \| Liga de Sonora \| \| Liga de Chiapas \| Liga de Michoacán \| Liga de Tabasco \| \| Liga Chihuahuense \| Liga de Morelos \| Liga de Tamaulipas \| \| Liga de Coahuila \| Liga de Nayarit \| Liga de Tlaxcala \| \| Liga de Colima \| Liga de Nuevo León \| Liga de Veracruz \| \| Liga del Distrito Federal \| Liga Oaxaqueña \| Liga de Yucatán \| \| Liga de Durango \| Liga Poblana \| Liga de Zacatecana \| \| Liga de l'état de Mexico \| Liga de Querétaro \| Liga de la UNAM \| | 33 Ligas Statut amateur \| Liga de Aguascalientes \| Liga Guanajuatense \| Liga de Quintana Roo \| \| Liga de Basse-Californie \| Liga de Guerrero \| Liga de San Luis Potosí \| \| Liga de Basse-Californie-du-Sud \| Liga Hidalguense \| Liga de Sinaloa \| \| Liga de Campeche \| Liga de Jalisco \| Liga de Sonora \| \| Liga de Chiapas \| Liga de Michoacán \| Liga de Tabasco \| \| Liga Chihuahuense \| Liga de Morelos \| Liga de Tamaulipas \| \| Liga de Coahuila \| Liga de Nayarit \| Liga de Tlaxcala \| \| Liga de Colima \| Liga de Nuevo León \| Liga de Veracruz \| \| Liga del Distrito Federal \| Liga Oaxaqueña \| Liga de Yucatán \| \| Liga de Durango \| Liga Poblana \| Liga de Zacatecana \| \| Liga de l'état de Mexico \| Liga de Querétaro \| Liga de la UNAM \| | 33 Ligas Statut amateur \| Liga de Aguascalientes \| Liga Guanajuatense \| Liga de Quintana Roo \| \| Liga de Basse-Californie \| Liga de Guerrero \| Liga de San Luis Potosí \| \| Liga de Basse-Californie-du-Sud \| Liga Hidalguense \| Liga de Sinaloa \| \| Liga de Campeche \| Liga de Jalisco \| Liga de Sonora \| \| Liga de Chiapas \| Liga de Michoacán \| Liga de Tabasco \| \| Liga Chihuahuense \| Liga de Morelos \| Liga de Tamaulipas \| \| Liga de Coahuila \| Liga de Nayarit \| Liga de Tlaxcala \| \| Liga de Colima \| Liga de Nuevo León \| Liga de Veracruz \| \| Liga del Distrito Federal \| Liga Oaxaqueña \| Liga de Yucatán \| \| Liga de Durango \| Liga Poblana \| Liga de Zacatecana \| \| Liga de l'état de Mexico \| Liga de Querétaro \| Liga de la UNAM \| | 33 Ligas Statut amateur \| Liga de Aguascalientes \| Liga Guanajuatense \| Liga de Quintana Roo \| \| Liga de Basse-Californie \| Liga de Guerrero \| Liga de San Luis Potosí \| \| Liga de Basse-Californie-du-Sud \| Liga Hidalguense \| Liga de Sinaloa \| \| Liga de Campeche \| Liga de Jalisco \| Liga de Sonora \| \| Liga de Chiapas \| Liga de Michoacán \| Liga de Tabasco \| \| Liga Chihuahuense \| Liga de Morelos \| Liga de Tamaulipas \| \| Liga de Coahuila \| Liga de Nayarit \| Liga de Tlaxcala \| \| Liga de Colima \| Liga de Nuevo León \| Liga de Veracruz \| \| Liga del Distrito Federal \| Liga Oaxaqueña \| Liga de Yucatán \| \| Liga de Durango \| Liga Poblana \| Liga de Zacatecana \| \| Liga de l'état de Mexico \| Liga de Querétaro \| Liga de la UNAM \| | 33 Ligas Statut amateur \| Liga de Aguascalientes \| Liga Guanajuatense \| Liga de Quintana Roo \| \| Liga de Basse-Californie \| Liga de Guerrero \| Liga de San Luis Potosí \| \| Liga de Basse-Californie-du-Sud \| Liga Hidalguense \| Liga de Sinaloa \| \| Liga de Campeche \| Liga de Jalisco \| Liga de Sonora \| \| Liga de Chiapas \| Liga de Michoacán \| Liga de Tabasco \| \| Liga Chihuahuense \| Liga de Morelos \| Liga de Tamaulipas \| \| Liga de Coahuila \| Liga de Nayarit \| Liga de Tlaxcala \| \| Liga de Colima \| Liga de Nuevo León \| Liga de Veracruz \| \| Liga del Distrito Federal \| Liga Oaxaqueña \| Liga de Yucatán \| \| Liga de Durango \| Liga Poblana \| Liga de Zacatecana \| \| Liga de l'état de Mexico \| Liga de Querétaro \| Liga de la UNAM \| | 33 Ligas Statut amateur \| Liga de Aguascalientes \| Liga Guanajuatense \| Liga de Quintana Roo \| \| Liga de Basse-Californie \| Liga de Guerrero \| Liga de San Luis Potosí \| \| Liga de Basse-Californie-du-Sud \| Liga Hidalguense \| Liga de Sinaloa \| \| Liga de Campeche \| Liga de Jalisco \| Liga de Sonora \| \| Liga de Chiapas \| Liga de Michoacán \| Liga de Tabasco \| \| Liga Chihuahuense \| Liga de Morelos \| Liga de Tamaulipas \| \| Liga de Coahuila \| Liga de Nayarit \| Liga de Tlaxcala \| \| Liga de Colima \| Liga de Nuevo León \| Liga de Veracruz \| \| Liga del Distrito Federal \| Liga Oaxaqueña \| Liga de Yucatán \| \| Liga de Durango \| Liga Poblana \| Liga de Zacatecana \| \| Liga de l'état de Mexico \| Liga de Querétaro \| Liga de la UNAM \| | 33 Ligas Statut amateur \| Liga de Aguascalientes \| Liga Guanajuatense \| Liga de Quintana Roo \| \| Liga de Basse-Californie \| Liga de Guerrero \| Liga de San Luis Potosí \| \| Liga de Basse-Californie-du-Sud \| Liga Hidalguense \| Liga de Sinaloa \| \| Liga de Campeche \| Liga de Jalisco \| Liga de Sonora \| \| Liga de Chiapas \| Liga de Michoacán \| Liga de Tabasco \| \| Liga Chihuahuense \| Liga de Morelos \| Liga de Tamaulipas \| \| Liga de Coahuila \| Liga de Nayarit \| Liga de Tlaxcala \| \| Liga de Colima \| Liga de Nuevo León \| Liga de Veracruz \| \| Liga del Distrito Federal \| Liga Oaxaqueña \| Liga de Yucatán \| \| Liga de Durango \| Liga Poblana \| Liga de Zacatecana \| \| Liga de l'état de Mexico \| Liga de Querétaro \| Liga de la UNAM \| |
| Liga de Aguascalientes          | Liga Guanajuatense | Liga de Quintana Roo | | | | | | | | | | | | |
| Liga de Basse-Californie        | Liga de Guerrero | Liga de San Luis Potosí | | | | | | | | | | | | |
| Liga de Basse-Californie-du-Sud | Liga Hidalguense | Liga de Sinaloa | | | | | | | | | | | | |
| Liga de Campeche                | Liga de Jalisco | Liga de Sonora | | | | | | | | | | | | |
| Liga de Chiapas                 | Liga de Michoacán | Liga de Tabasco | | | | | | | | | | | | |
| Liga Chihuahuense               | Liga de Morelos | Liga de Tamaulipas | | | | | | | | | | | | |
| Liga de Coahuila                | Liga de Nayarit | Liga de Tlaxcala | | | | | | | | | | | | |
| Liga de Colima                  | Liga de Nuevo León | Liga de Veracruz | | | | | | | | | | | | |
| Liga del Distrito Federal       | Liga Oaxaqueña | Liga de Yucatán | | | | | | | | | | | | |
| Liga de Durango                 | Liga Poblana | Liga de Zacatecana | | | | | | | | | | | | |
| Liga de l'état de Mexico        | Liga de Querétaro | Liga de la UNAM | | | | | | | | | | | | |

### Primera División
La Primera División est le plus haut niveau du football professionnel au Mexique. Constituée de 18 équipes, une saison de championnat est divisée en deux tournois, l'Apertura et le Clausura. Lors de chacun de ces tournois chaque équipe affronte à une reprise les autres équipes, le choix des équipes jouant à domicile étant équilibré sur l'ensemble des deux tournois. Les premiers des classements des tournois n'est pas aussi important que dans les autres pays, ils ont uniquement l'avantage de recevoir lors des matchs retours des phases finales aussi appelées Liguillas.
La Liguilla est un tournoi à élimination directe sur des confrontations aller-retour allant des quarts de finale jusqu'à la finale et regroupant les huit meilleures équipes des classements réguliers des tournois. En cas de match nul entre deux équipes sur l'ensemble des deux matchs, c'est dans un premier temps l'équipe qui aura marqué le plus de buts à l'extérieur qui sera qualifiée. Si les deux équipes ont inscrit le même nombre de buts, alors c'est l'équipe la mieux classée lors de la phase régulière du tournoi qui se qualifie. Cependant, lors de la finale, cette règle est remplacée par des prolongations et les tirs au but comme dans la plupart des tournois de ce type.
Chaque saison, un club est relégué en Liga de Ascenso. L'équipe reléguée est celle qui a le moins bon rapport nombre de points sur nombre de matchs joués lors des six derniers tournois joués.

### Liga de Expansión MX
La Liga de Expansión MX est le deuxième niveau du football professionnel au Mexique. Constituée de 14 équipes, une saison de championnat est divisée en deux tournois, l'Apertura et le Clausura. Lors de chacun de ces tournois, chaque équipe affronte à une reprise les autres équipes, le choix des équipes jouant à domicile étant équilibré sur l'ensemble des deux tournois. Comme pour la Primera División, les premiers des classements des tournois ont uniquement l'avantage de recevoir lors des matchs retour des Liguillas et d'être qualifiés directement pour les demi-finales.
La Liguilla est un tournoi à élimination directe sur des confrontations aller-retour allant des quarts de finale jusqu'à la finale et regroupant les huit meilleures équipes des classements réguliers des tournois. En cas de match nul entre deux équipes sur l'ensemble des deux matchs, c'est dans un premier temps l'équipe qui aura marqué le plus de buts à l'extérieur qui sera qualifiée. Si les deux équipes ont inscrit le même nombre de buts, alors c'est l'équipe la mieux classée lors de la phase régulière du tournoi qui se qualifie. Cependant, lors de la finale, cette règle est remplacée par des prolongations et les tirs au but comme dans la plupart des tournois de ce type.
À partir de 2020, les promotions et relégations sont annulées.

### Liga Premier
La Liga Premier est le troisième niveau du football professionnel au Mexique. Constituée de deux groupes, la Serie A où sont inscrits les clubs qui disposent de la meilleure infrastructure économique et sportive pour concourir pour la promotion. En Serie B, ce sont les équipes en développement qui sont impliquées, c'est-à-dire celles qui ont moins d'infrastructures.

### Tercera División
La Tercera División est le quatrième niveau du football professionnel au Mexique. Constitué de 17 groupes géographiques allant de 9 à 18 équipes, chacune d'entre elles affronte à deux reprises les autres équipes de son groupe lors de la saison. Comme pour les divisions supérieures, les premiers des classements des tournois ont uniquement l'avantage de recevoir lors des matchs retour des Liguillas.
La Liguilla est un tournoi à élimination directe sur des confrontations aller-retour allant des trente-deuxième de finale jusqu'à la finale et regroupant les meilleures équipes des classements régulier de chaque groupe. En cas de match nul entre deux équipes sur l'ensemble des deux matchs, c'est dans un premier temps l'équipe qui aura marqué le plus de buts à l'extérieur qui sera qualifiée. Si les deux équipes ont inscrit le même nombre de buts, alors c'est l'équipe la mieux classées lors de la phase régulière du tournoi qui se qualifie. Cependant, lors de la finale, cette règle est remplacée par des prolongations et les tirs au but comme dans la plupart des tournois de ce type.

### Ligas regionales
Les Ligas regionales sont au nombre trente-trois. Ce sont ces structures qui gèrent, sous l'autorité d'une section de la Fédération mexicaine de football dirigée par Mario Díaz et José Enrique Vaca, le football dans leurs secteurs respectifs. Les frontières de ces Ligas coïncident avec les états mexicains et une Liga pour le District fédéral.
Contrairement à d'autres pays, il n'y a pas de lien entre les Ligas et le monde professionnel, les vainqueurs des championnats régionaux restant amateur tant qu'ils ne dépose pas de dossier pour demander leur rattachement à la Tercera División.

## Structure des championnats féminins
| Niveau | Championnat                                   |
| ------ | --------------------------------------------- |
| 1      | Liga MX Femenil 18 clubs Statut professionnel |
| 2      | Superliga Statut amateur                      |
| 3      | 33 Liga Premier Statut amateur                |

### Ligue MX Féminine
La Liga MX Femenil est le plus haut niveau de football féminin au Mexique. Elle a été fondée le 5 décembre 2016 et est composée des représentantes féminines des 18 équipes qui composent la Liga MX.

### Super Ligue de football féminin
Avant la création de la Liga MX Femenil, la « Superliga » était la première division du football féminin dans le système de ligues mexicain. La ligue a été fondée en septembre 2007 et compte 24 équipes.
Il n'y a pas de promotion en Liga MX Femenil.